# Get Behind Me Satan
Get Behind Me Satan ist das fünfte Studioalbum der US-amerikanischen Rockband The White Stripes. Es erschien im Juni 2005 und erhielt im Folgejahr einen Grammy Award.

## Entstehung und Veröffentlichung
Die Erstveröffentlichung von Get Behind Me Satan erfolgte zunächst am 1. Juni 2005 bei V2 Records in Japan. Am 6. Juni folgte die weltweite Veröffentlichung bei XL Recordings. Das Album erschien in seiner Standardausführung als CD mit 13 Titeln (Katalognummer: XLCD 191). In Japan erschien es mit zwei Bonustiteln (Katalognummer: V2CP 220). Am 18. April 2015 erschien das Album erstmals als LP-Ausführung bei Third Man Records (Katalognummer: TMR-300).
Getextet, komponiert und produziert wurden die Lieder alleine von White-Stripes-Mitglied Jack White in den Detroiter Third Man Studios.
Der Albumtitel „Get Behind Me Satan“ bezieht sich auf ein Zitat aus der Bibel (Mt 16,23 ):

„Jesus aber wandte sich um und sagte zu Petrus: Tritt hinter mich, du Satan! Ein Ärgernis bist du mir, denn du hast nicht das im Sinn, was Gott will, sondern was die Menschen wollen.“

## Stil
Die bisher dominierende Gitarre Jack Whites gerät auf diesem Album erstmals in den Hintergrund, dafür tritt das Klavier in den Vordergrund.

## Titelliste
1. Blue Orchid (wurde als Single veröffentlicht)
2. The Nurse
3. My Doorbell (wurde als Single veröffentlicht)
4. Forever For Her (Is Over For Me)
5. Little Ghost
6. The Denial Twist (wurde als Single veröffentlicht)
7. White Moon
8. Instinct Blues
9. Passive Manipulation
10. Take, Take, Take
11. As Ugly As I Seem
12. Red Rain
13. I’m Lonely (But I Ain’t That Lonely Yet)

Bonustitel (Japan)
1. Who’s a Big Baby?
2. Though I Hear You Calling, I Will Not Answer

## Preise
2006 gewann Get Behind Me Satan einen Grammy in der Kategorie „Grammy Award for Best Alternative Music Album“, wo es sich gegen Funeral (Arcade Fire), Guero (Beck), Plans (Death Cab for Cutie) und You Could Have It So Much Better (Franz Ferdinand) durchsetzte.

## Kommerzieller Erfolg

### Chartplatzierungen
| ChartsChartplatzierungen       | Höchstplatzierung | Wochen |
| ------------------------------ | ----------------- | ------ |
| Deutschland (GfK)              | 5 (16 Wo.)        | 16     |
| Österreich (Ö3)                | 12 (19 Wo.)       | 19     |
| Schweiz (IFPI)                 | 8 (14 Wo.)        | 14     |
| Vereinigte Staaten (Billboard) | 3 (32 Wo.)        | 32     |
| Vereinigtes Königreich (OCC)   | 3 (33 Wo.)        | 33     |

| ChartsJahrescharts (2005)      | Platzierung |
| ------------------------------ | ----------- |
| Vereinigte Staaten (Billboard) | 110         |

### Auszeichnungen für Musikverkäufe
| Land/Region                  | Auszeichnungen für Musikverkäufe (Land/Region, Auszeichnung, Verkäufe) | Verkäufe  |
| ---------------------------- | ---------------------------------------------------------------------- | --------- |
| Australien (ARIA)            | Platin                                                                 | 70.000    |
| Belgien (BRMA)               | Gold                                                                   | 25.000    |
| Kanada (MC)                  | Platin                                                                 | 100.000   |
| Neuseeland (RMNZ)            | Platin                                                                 | 15.000    |
| Vereinigte Staaten (RIAA)    | Gold                                                                   | 920.000   |
| Vereinigtes Königreich (BPI) | Platin                                                                 | 300.000   |
| Insgesamt                    | 2× Gold · 4× Platin ·                                                  | 1.430.000 |